# The Walking Wounded
The Walking Wounded è il terzo album in studio del gruppo musicale statunitense Bayside, pubblicato il 6 febbraio 2007 dalla Victory Records.
L'album è il primo della band ad entrare nella Top 100 della Billboard 200, vendendo durante la sua prima settimana di pubblicazione oltre 13 000 copie.

## Tracce
1. The Walking Wounded (feat. Vinnie Caruana) - 3:45
2. They're Not Horses, They're Unicorns - 3:46
3. Duality - 3:00
4. Carry On - 4:01
5. I and I - 3:50
6. Choice Hops and Bottled Self Esteem - 4:27
7. Head on a Plate - 4:03
8. Dear Your Holiness - 3:56
9. Landing Feet First - 4:04
10. Thankfully - 3:24
11. A Rite of Passage - 3:39
12. (Pop)Ular SciencE - 4:11

## Formazione
Bayside
- Anthony Raneri – voce, chitarra ritmica
- Jack O'Shea – chitarra solista, cori
- Nick Ghanbarian – basso, cori
- Chris Guglielmo – batteria, percussioni

Altri musicisti
- Vinnie Caruana - voce in The Walking Wounded
- Arthur Bacon - tastiera

## Classifiche
| Classifica (2007)         | Posizione massima |
| ------------------------- | ----------------- |
| Stati Uniti               | 75                |
| Stati Uniti (rock)        | 17                |
| Stati Uniti (independent) | 4                 |